# پروپینیل (روان‌گردان)
پروپینیل (روان‌گردان) (به انگلیسی: Propynyl (psychedelic)) با فرمول شیمیایی C۱۳H۱۷NO۳ یک ترکیب شیمیایی است. که جرم مولی آن ۲۳۵٫۲۷۹ g/mol می‌باشد. 